# Medal of Honor (jogo eletrônico de 1999)
Medal of Honor é um jogo eletrônico de tiro em primeira pessoa de 1999, desenvolvido pela DreamWorks Interactive e publicado pela Electronic Arts para PlayStation. É a primeira entrada da série Medal of Honor.
A jogabilidade apresenta tiro em primeira pessoa com armas combinadas durante a Segunda Guerra Mundial, enquanto o personagem do jogador (Jimmy Petterson) completa várias missões para o Escritório de Serviços Estratégicos (OSS).
O conceito, produção e história foram criados pelo diretor e produtor de cinema americano Steven Spielberg, combinando seu profundo interesse pela Segunda Guerra Mundial.
O jogo foi lançado com aclamação universal e foi creditado por popularizar a tendência dos shooters da Segunda Guerra Mundial. O jogo foi seguido por Medal of Honor: Underground, levando a uma série de grande sucesso comercial.

## Jogabilidade
O jogo se passa perto do final da Segunda Guerra Mundial (meados de 1944 a meados de 1945). O objetivo do jogo é completar várias missões do Escritório de Serviços Estratégicos (OSS), como resgatar um piloto americano, ir disfarçado para embarcar e destruir um U-boat, recuperar obras de arte roubadas e sabotar o esforço de guerra nazista.
O multijogador do jogo inclui um modo deathmatch em tela dividida, colocando dois jogadores um contra o outro em vários mapas. Os jogadores podem desbloquear vários personagens secretos após completar o jogo ou através de códigos de trapaça, incluindo figuras históricas notáveis como o patriota filipino José Rizal e o dramaturgo William Shakespeare, além de personagens bizarros como um pastor alemão e um dinossauro.

## Desenvolvimento
O cineasta Steven Spielberg fundou a DreamWorks Interactive com a Microsoft em 1995, como parte de uma tendência dos estúdios de Hollywood de criar suas próprias divisões interativas, como a Disney Interactive. Spielberg reconheceu o potencial de entretenimento dos videogames antes de outros veteranos de Hollywood, pois já tinha experiência em consultoria em projetos para Atari e LucasArts.
Medal of Honor foi um projeto de paixão que surgiu durante o trabalho de Spielberg no filme Saving Private Ryan, com o desenvolvimento do jogo começando em 11 de novembro de 1997. Spielberg realizou uma reunião com sua equipe, delineando sua ideia para um jogo de tiro em primeira pessoa definido durante a Segunda Guerra Mundial. A ideia surgiu do profundo interesse de Spielberg na Segunda Guerra Mundial, enquanto também assistia seu filho Max jogando o jogo com tema de James Bond, GoldenEye 007.
De acordo com o produtor do jogo Peter Hirschmann, a administração corporativa do estúdio estava preocupada com o fato de a Segunda Guerra Mundial estar datada e os jogadores estavam mais interessados em "armas de raios, bestas do inferno e rifles a laser". O estúdio recrutou Dale Dye como conselheiro militar do jogo, que já havia aconselhado Spielberg em Saving Private Ryan. Dye criticou sua primeira demo como exploradora e irresponsável, mas continuou com o projeto por acreditar que o estúdio tinha boas intenções, melhorando a autenticidade histórica do jogo com segmentos nostálgicos e educacionais.
Em março de 1998, o jogo atingiu seu estágio de protótipo com diferenças significativas em relação à versão original. Spielberg estava determinado a ser pioneiro em novas experiências em entretenimento interativo, como uma sequência de "mostre-me seus papéis", na qual o jogador brande papéis de identidade falsos em vez de uma arma. A nova demo foi bem recebida pela editora Electronic Arts, mas logo se envolveu em polêmica quando o massacre da Columbine High School em abril de 1999 atraiu mais escrutínio para os videogames. A equipe decidiu remover cenas particularmente sangrentas do jogo, particularmente uma animação mostrando um soldado nazista mutilado. Ainda assim, o presidente da Congressional Medal of Honor Society, Paul Bucha , ouviu falar sobre o desenvolvimento do jogo e os criticou por usar um símbolo sério e sagrado como a Medalha de Honra para um videogame. Spielberg considerou cancelar o projeto, mas Peter Hirschmann mostrou a Bucha uma demonstração e o convenceu da seriedade do projeto, salvando o projeto do cancelamento.
O jogo foi lançado em 1999, com Steven Spielberg creditado por sua história, e o compositor Michael Giacchino creditado com a trilha sonora orquestral completa do jogo. O estúdio sofreu graves perdas durante a produção do jogo e foi vendido para a EA, ironicamente antes de o jogo se tornar altamente lucrativo. Medal of Honor foi relançado na PlayStation Network como um PS one Classic em 2 de junho de 2009 na América do Norte.

## Recepção
Medal of Honor recebeu uma pontuação agregada de 92 em 100 no agregador de resenhas Metacritic, indicando "aclamação universal". A IGN deu ao jogo o prêmio de escolha do editor, deu ao jogo o 21º lugar na sua lista de "Top 25 Jogos de Todos os Tempos" para PlayStation, com o revisor Doug Perry elogiando sua jogabilidade, som, design de níveis e atenção aos detalhes. A GamePro chamou o jogo de "um dos melhores títulos do ano e um jogo obrigatório", elogiando-o por apresentar "algumas das ações em primeira pessoa mais tensas já entregues no Playstation". Jeff Lundrigan da Next Generation o chamou de "o melhor jogo de tiro em primeira pessoa do PlayStation em anos", enquanto o PSM afirmou que o jogo era "um jogo extraordinário e sem igual no PlayStation".
Medal of Honor recebeu um prêmio de vendas "Gold" da Entertainment and Leisure Software Publishers Association (ELSPA), indicando vendas de pelo menos 200.000 cópias no Reino Unido.
Medal of Honor ganhou o prêmio de "Outstanding Achievement in Sound Design" da Academy of Interactive Arts & Sciences durante o 3º Annual Interactive Achievement Awards.

## Legado
A IGN classificou Medal of Honor como o 20º melhor jogo de tiro de todos os tempos, creditando-o por popularizar a tendência dos jogos de tiro da Segunda Guerra Mundial, bem como por criar a série de mesmo nome altamente popular. Vários membros da equipe do jogo lembram que o jogo foi um dos primeiros casamentos entre jogos e filmes, mostrando que os videogames poderiam abordar um tópico sério como a Segunda Guerra Mundial com seriedade. Na edição final da Official UK PlayStation Magazine, o jogo foi escolhido como o 8º melhor jogo de todos os tempos. A IGN classificou o jogo em 21º lugar em sua lista dos "25 melhores jogos de todos os tempos" para o console PlayStation. A Time Extension colocou o jogo em sua lista de "Melhores jogos FPS" e disse que Medal of Honor popularizou o gênero FPS da Segunda Guerra Mundial.
Medal of Honor é o primeiro da série Medal of Honor, e foi seguido pela sequência direta Medal of Honor: Underground.